# Jasienie
Jasienie (dodatkowa nazwa w j. niem. Jaschine) – wieś w Polsce położona w województwie opolskim, w powiecie kluczborskim, w gminie Lasowice Wielkie.
Przed 1975 rokiem wieś należała do powiatu oleskiego.
Położona przy drodze krajowej nr 45 w pobliżu rzeki Bogacicy, na nizinnych terenach Równiny Opolskiej (stanowiącej część obszaru Niziny Śląskiej) i skraju zwartej strefy leśnej Opolszczyzny – Stobrawskiego Parku Krajobrazowego. 
| SIMC    | Nazwa          | Rodzaj     |
| ------- | -------------- | ---------- |
| 0497590 | Kopaczka       | część wsi  |
| 0497615 | Lipiny         | przysiółek |
| 0497621 | Wawrzyńcowskie | przysiółek |

## Nazwa
W 1295 w kronice łacińskiej Liber fundationis episcopatus Vratislaviensis (pol. Księga uposażeń biskupstwa wrocławskiego) miejscowość wymieniona jest jako Cossine we fragmencie Cossine solvitur decima more polonico. W okresie nazistowskiego reżimu w latach 30. i 40. miejscowość nosiła nazwę Eschenwalde O. S..

## Zabytki
Do wojewódzkiego rejestru zabytków wpisany jest spichrz dworski, z XIX w.